# Brzezina Frigyes
Brzezina Frigyes, Friedrich Brzezina (1802 – Pozsony, 1865. november 28.) városbíró.

## Élete
Városbíró, majd uradalmi ügyész, végül telekkönyvrendezési tiszt a pozsonyi császári és királyi főtörvényszék területén az 1850-es években.

## Munkái
- Praktische Anwendung der provisorischen Gesetze über Grundbuchsverfahren. Pressburg, 1851.
- Handbuck der Stempel und Gebührengesetze für alle Kronländer der österr. Monarchie. Uo. 1851.
- Példányok az 1852. szept. 16. kibocsátott ideiglenes perrendtartás ismeretére. Magyarítá Matics Imre. Uo. 1853. (Német szöveggel is.)
- A hagyatékok tárgyalása. Ford. Matics Imre. Uo. 1853. (Német szöveggel is.)